# 전국소년체육대회
전국소년체육대회(全國少年體育大會)는 1972년 이후로 매년 실시되는 대한민국의 종합 스포츠 경기 대회이다.

## 개요
‘몸도 튼튼, 마음도 튼튼’이라는 기치를 내걸고, 전국의 초등학교·중학교 선수들이 한자리에 모여 해마다 한 차례씩 기량을 겨루는 종합경기대회이다. 이는 전국체육대회의 규모가 커지자 시·도별 대항 전국체육대회에서 초등학생부와 중학생부를 분리시킨 것이다. 그 목적은 자라나는 소년·소녀에게 스포츠 정신을 길러 주고 체력을 향상시키며 스포츠 인구를 늘리는 데 있다. 또한, 뛰어난 선수들을 어렸을 때 일찍 발굴하여 스포츠의 국제 경쟁력을 강화하고, 각 시·도 선수들끼리 우정을 나누는 등 전인적 교육 효과도 크다.

## 역사
전국체육대회에서 초등학생부와 중학생부가 분리되어 1972년 5월 제1회 서울대회를 시작으로 화려한 막이 올랐다. 이 대회에는 11개 시·도에서 19개 종목에 걸쳐 6,000여 명의 어린 선수들이 참가하여 우정을 나누고 서로의 기량을 뽐냈다. 제3회 대회까지는 ‘전국스포츠소년대회’로 불리다가 제4회 대회부터 전국소년체육대회, 이른바 ‘소년체전’으로 불리게 되었다. 1987년 제16회 대회에는 무려 14개 시·도 및 해외동포 선수들이 1만 3,000여 명이 참가하는 대규모 대회가 개최되었다. 그러나, 이듬해인 1988년 제17회 대회를 마지막으로 전국소년체육대회는 없어지고 제18회 대회부터 시·도별 종합대회로 운영 방식이 바뀌었다. 그러다가 1992년 다시 전국 규모의 종합대회로 바뀌었다. 제32회 전국소년체육대회는 2003년 5월 31일에서 6월 3일까지 4일간에 걸쳐 제주도에서 30개 정식 종목이 실시되었다.